# Colonial Heights (Virgínia)
Colonial Heights é uma cidade independente localizada no Estado americano de Virgínia. A sua área é de 20,2 km², sua população é de 17.411 habitantes e sua densidade populacional é de 878 hab/km² (segundo o censo americano de 2014). Faz parte da região metropolitana de Richmond.